# Гора, Дмитрий Юрьевич
Дмитрий Юрьевич Гора (род. 1970, Тбилиси, Грузинская ССР) — белорусский военный, председатель Следственного комитета Белоруссии (с 11 марта 2021).
Из-за поддержки российско-украинской войны — под санкциями 27 стран ЕС, США, Канады, Швейцарии, Японии, Украины.

## Биография
Родился в 1970 году в Тбилиси. В 1993 году окончил Военный институт Министерства обороны СССР по специальности «Правоведение», в 2018 году — Академию управления при Президенте Белоруссии по специальности «Государственное управление и экономика».
С сентября 1993 года в органах государственной безопасности. Работал следователем, старшим следователем, старшим следователем по особо важным делам управления КГБ по Брестской области. С апреля по июль 2008 года работал начальником следственного отдела управления КГБ по Брестской области.
С августа 2008 года по ноябрь 2009 года работал начальником третьего управления Оперативно-аналитического центра при Президенте Белоруссии.
С ноября 2009 года по декабрь 2019 года работал начальником следственного управления Комитета государственной безопасности Белоруссии.
С декабря 2019 года по 11 марта 2021 года занимал должность заместителя Генерального прокурора Белоруссии.
По неофициальной информации, возглавлял межведомственную комиссию по проверке фактов издевательства и жестокого обращения во время задержания граждан в связи с массовыми протестами в Белоруссии недовольных сложившейся общественно-политической ситуацией в стране в результате президентских выборов 2020 года.
11 марта 2021 года назначен председателем Следственного комитета Белоруссии с присвоением специального звания генерал-майора юстиции.

## Награды
- медаль «За безупречную службу» III степени,
- медаль «За безупречную службу» II степени,
- медаль «За безупречную службу» I степени,
- медаль «За отличие в воинской службе»,
- орден «За службу Родине» III степени.

## Международные санкции
Из-за поддержки российской агрессии и нарушения территориальной целостности Украины во время российско-украинской войны находится под персональными международными санкциями разных стран.
24 сентября 2020 года Сейм Литвы в принятой резолюции «О санкциях в отношении белорусских должностных лиц, ответственных или принимавших участие в фальсификации результатов выборов президента Республики Беларусь, насилии и репрессиях против участников мирных протестов и других нарушениях прав человека» призвал литовское правительство включить в национальный список иностранных лиц, которым запрещен въезд в Литву, 86 человек, в том числе Гору.
21 июня 2021 года был включён в «Чёрный список ЕС». Согласно решению Совета Европейского союза как экс-заместитель генерального прокурора Гора несёт ответственность за политически мотивированные уголовные дела против мирных демонстрантов, оппозиционеров, журналистов, гражданского общества и простых граждан, в частности за дело Сергея Тихановского; как глава межведомственной комиссии по расследованию жалоб граждан на злоупотребление полномочиями сотрудниками правоохранительных органов – за бездеятельность этой структуры, несмотря на заявления на возбуждение уголовных дел; как председатель Следственного комитета – за преследование правозащитников и участников мирных протестов, – в целом, за серьёзные нарушения прав человека, подрыв верховенства закона, репрессии против гражданского общества и демократической оппозиции. С той же формулировкой попал и в санкционный список Швейцарии. 6 июля 2021 года к июньскому пакету санкций ЕС присоединились Албания, Исландия, Лихтенштейн, Норвегия, Северная Македония, Черногория.
9 августа 2021 года Гора был внесён в список специально обозначенных граждан и заблокированных лиц США. С марта 2022 года, из-за вторжения России на Украину, он находится в санкционном списке Японии, с октября — под санкциями Украины.
17 ноября 2022 года включён в санкционный список Канады «близких соратников режима» за роль в размещении и транспортировке российского военного персонала и техники, участвовавших во вторжении на Украину.